# Copa de la COSAFA
La Copa de la COSAFA —en anglès COSAFA Cup o COSAFA Senior Challenge Cup)— és una competició futbolística per a seleccions organitzada pel Consell de les Associacions de Futbol de l'Àfrica del Sud (COSAFA).

## Historial

COSAFA

Font:
| Any  | Seu            | Final        | Final          | Final      | Tercer lloc          | Tercer lloc          | Tercer lloc          |
| Any  | Seu            | Campió       | Resultat       | Finalista  | Tercer               | Resultat             | Quart                |
| ---- | -------------- | ------------ | -------------- | ---------- | -------------------- | -------------------- | -------------------- |
| 1997 | Local/visitant | · Zàmbia     | lligueta       | · Namíbia  | · Moçambic           | lligueta             | · Tanzània           |
| 1998 | Local/visitant | · Zàmbia     | lligueta       | · Zimbàbue | · Angola             | lligueta             | · Namíbia            |
| 1999 | Local/visitant | · Angola     | 1-0 1-1        | · Namíbia  | Swazilàndia · Zàmbia | Swazilàndia · Zàmbia | Swazilàndia · Zàmbia |
| 2000 | Local/visitant | · Zimbàbue   | 3-0            | · Lesotho  | Sud-àfrica · Angola  | Sud-àfrica · Angola  | Sud-àfrica · Angola  |
| 2001 | Local/visitant | · Angola     | 0-0 1-0        | · Zimbàbue | · Malawi             | 2-1                  | · Zàmbia             |
| 2002 | Local/visitant | · Sud-àfrica | 3-1 1-0        | · Malawi   | Swazilàndia · Zàmbia | Swazilàndia · Zàmbia | Swazilàndia · Zàmbia |
| 2003 | Local/visitant | · Zimbàbue   | 2-1 2-0        | · Malawi   | Zàmbia · Swazilàndia | Zàmbia · Swazilàndia | Zàmbia · Swazilàndia |
| 2004 | Diverses seus  | · Angola     | 0-0 (5-4 pen.) | · Zàmbia   | Moçambic · Zimbàbue  | Moçambic · Zimbàbue  | Moçambic · Zimbàbue  |
| 2005 | Diverses seus  | · Zimbàbue   | 1-0            | · Zàmbia   | Sud-àfrica · Angola  | Sud-àfrica · Angola  | Sud-àfrica · Angola  |
| 2006 | Diverses seus  | · Zàmbia     | 2-0            | · Angola   | Botswana · Zimbàbue  | Botswana · Zimbàbue  | Botswana · Zimbàbue  |
| 2007 | Diverses seus  | · Sud-àfrica | 0-0 (4-3 pen.) | · Zàmbia   | Botswana · Moçambic  | Botswana · Moçambic  | Botswana · Moçambic  |
| 2008 | Sud-àfrica     | · Sud-àfrica | 2-1            | · Moçambic | · Zàmbia             | 2-0                  | · Madagascar         |
| 2009 | Zimbàbue       | · Zimbàbue   | 3-1            | · Zàmbia   | · Moçambic           | 1-0                  | · Sud-àfrica         |
| 2010 | Angola         | Cancel·lat   | Cancel·lat     | Cancel·lat | Cancel·lat           | Cancel·lat           | Cancel·lat           |
| 2013 | Zàmbia         | · Zàmbia     | 2-0            | · Zimbàbue | · Sud-àfrica         | 2-1                  | · Lesotho            |
| 2015 | Sud-àfrica     | · Namíbia    | 2-0            | · Moçambic | · Madagascar         | 2-1                  | · Botswana           |
| 2016 | Namíbia        | · Sud-àfrica | 3-2            | · Botswana | · Swazilàndia        | 1-0                  | · R.D. Congo         |
| 2017 | Sud-àfrica     | · Zimbàbue   | 3-1            | · Zàmbia   | · Tanzània           | 0-0 (4-2 pen.)       | · Lesotho            |
| 2018 | Sud-àfrica     | · Zimbàbue   | 4-2 (prò.)     | · Zàmbia   | · Lesotho            | 1-0                  | · Madagascar         |
| 2019 | Sud-àfrica     | · Zàmbia     | 1-0            | · Botswana | · Zimbàbue           | 2-2 (5-4 pen.)       | · Lesotho            |